# Kittilä
Kittilä este o comună din Finlanda.